# Shozo Tsugitani
Shozo Tsugitani (n. 25 iunie 1940, prefectura Hyōgo, Japonia – d. 2 iunie 1978, Kobe, Japonia) a fost un fotbalist japonez.

## Statistici
| Japonia | Japonia | Japonia |
| An      | Meciuri | Goluri  |
| ------- | ------- | ------- |
| 1961    | 2       | 0       |
| 1962    | 2       | 0       |
| 1963    | 5       | 4       |
| 1964    | 1       | 0       |
| 1965    | 2       | 0       |
| Total   | 12      | 4       |